# Rotkreuzplatz
Der Rotkreuzplatz ist ein Platz im Zentrum des Münchner Stadtviertels Neuhausen. Der Rotkreuzplatz wurde von den Münchnern auch Neuhauser Stachus und in den 1930er Jahren Rio genannt.

## Geschichte

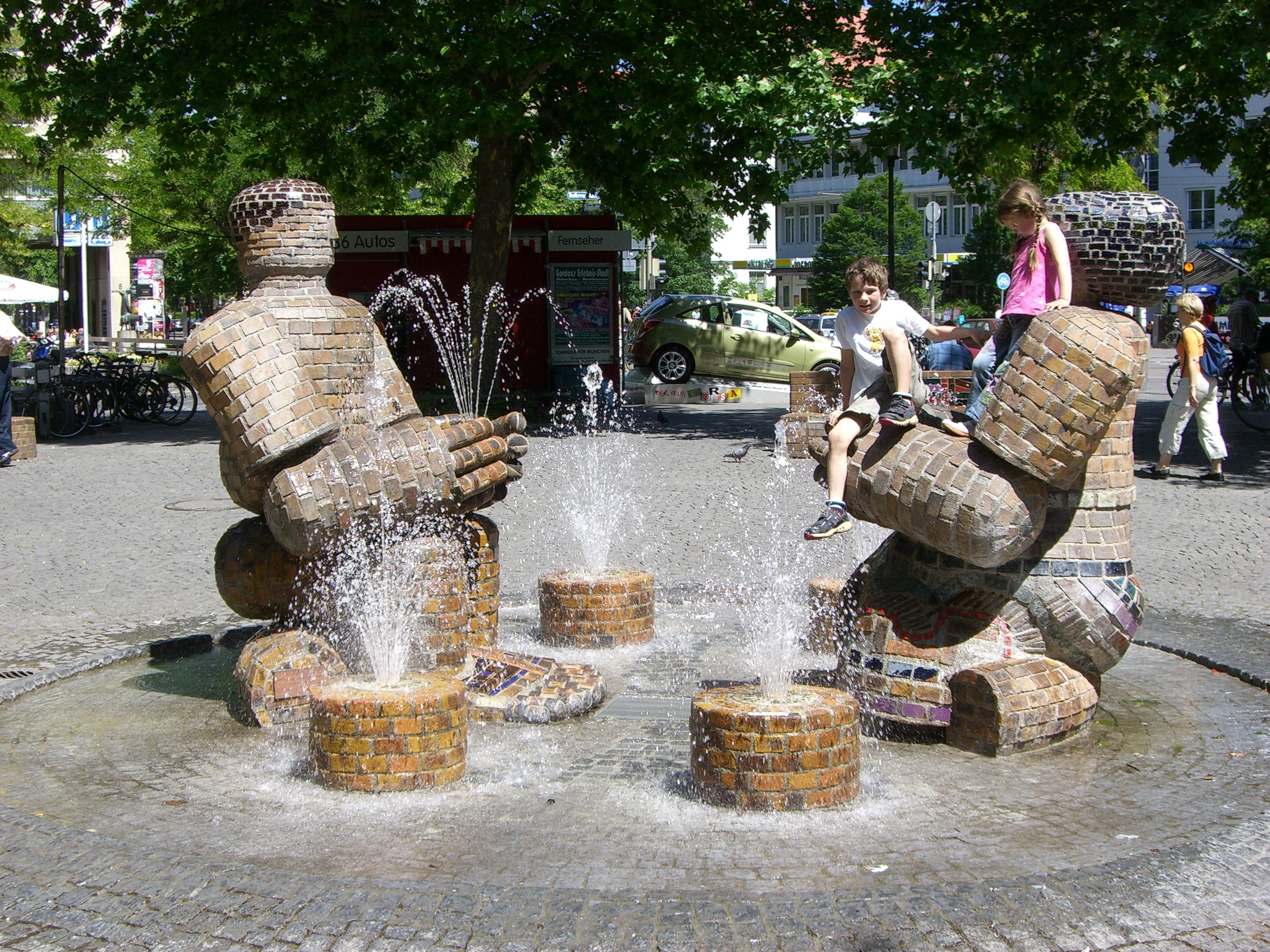
Das Steinerne Paar

Der Rotkreuzplatz entstand aus einer Straßenkreuzung am Südende des früheren Dorfes Neuhausen. Die wichtigste dieser Straßen war der Fürstenweg (heutige Nymphenburger Straße), der die Residenz mit dem Schloss Nymphenburg verband. Da dieser Weg nicht von jedermann benutzt werden durfte, entstand parallel für den Fuhrwerksverkehr der Neuhauser Fahrweg (heute Blutenburgstraße). Da die Neuhauser bis 1871 zur Pfarrei Sendling gehörten, gab es noch einen Kirchweg (heute 
Donnersbergerstraße), der zur Sendlinger Kirche führte. Das Dorf Neuhausen, das noch Anfang des 19. Jahrhunderts nur etwa 30 Anwesen zählte, zog sich nördlich des Platzes entlang der heutigen Winthirstraße hin. Heute münden in den Platz noch die Wendl-Dietrich-Straße, die Schul- und die Leonrodstraße. Den Platz zieren zwei Brunnen, der Winthirbrunnen (Ursula und Rudolf Wachter, 1955) als Ersatz für den im Krieg zerstörten gleichnamigen Brunnen von Theodor Fischer und Jakob Bradl (1901) und das Steinerne Paar (Klaus Schultze, 1984).

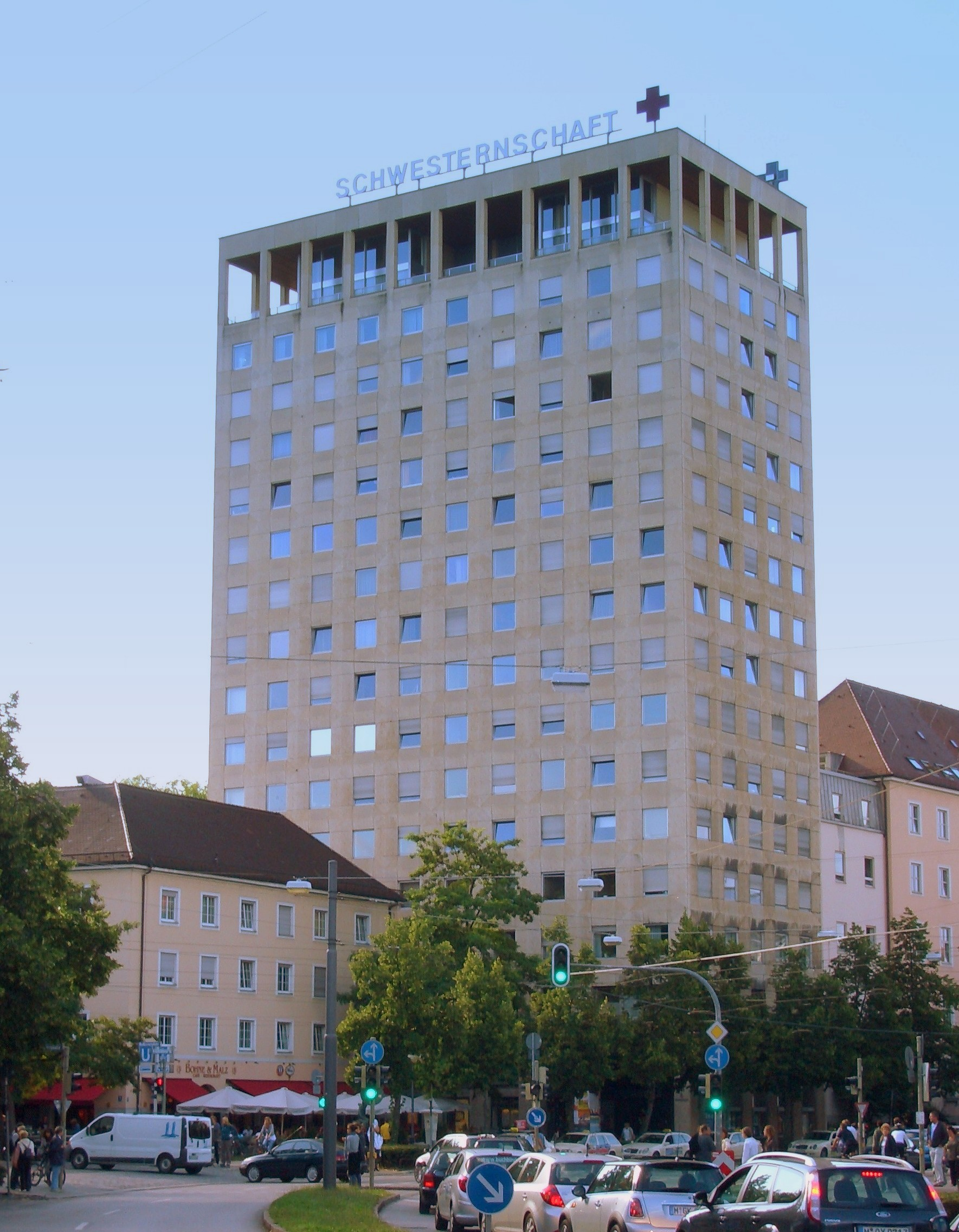
Schwesternwohnheim

Auffälligstes Bauwerk am Rotkreuzplatz ist das nördlich gelegene Schwesternwohnheim des Bayerischen Roten Kreuzes am nahegelegenen Rotkreuzkrankenhaus. Der Komplex wurde ab 1887 vom Bayerischen Frauenverein vom Roten Kreuz erbaut und am 24. Mai 1892 in Betrieb genommen. 1903 erhielt auch die davor liegende Straßenkreuzung nach diesem Krankenhaus ihren Namen Rotkreuzplatz. Das heute den Platz prägende Hochhaus wurde 1949 von Bruno Biehler entworfen und später von Hubert Michel ausgeführt (1965 fertiggestellt). An dessen Stelle stand bis zu seiner Zerstörung im Zweiten Weltkrieg das Jagdschloss. Nahezu die gesamte Bebauung des Rotkreuzplatzes fiel dem Bombenhagel zum Opfer. Neben dem Jagdschloss verlor das Viertel auch mit der Zerstörung des neuromanischen Prunkbaus der Winthirapotheke sein Wahrzeichen. Noch heute existiert einer der Behelfsbauten der Nachkriegszeit: die Gaststätte „Zum Jagdschlössl“. Der ebenfalls in der Nachkriegszeit errichtete Behelfsbau der traditionsreichen Eisenwarenhandlung Forster bestand bis 2008 und musste einem mehrstöckigen Neubau weichen.

## Verkehr

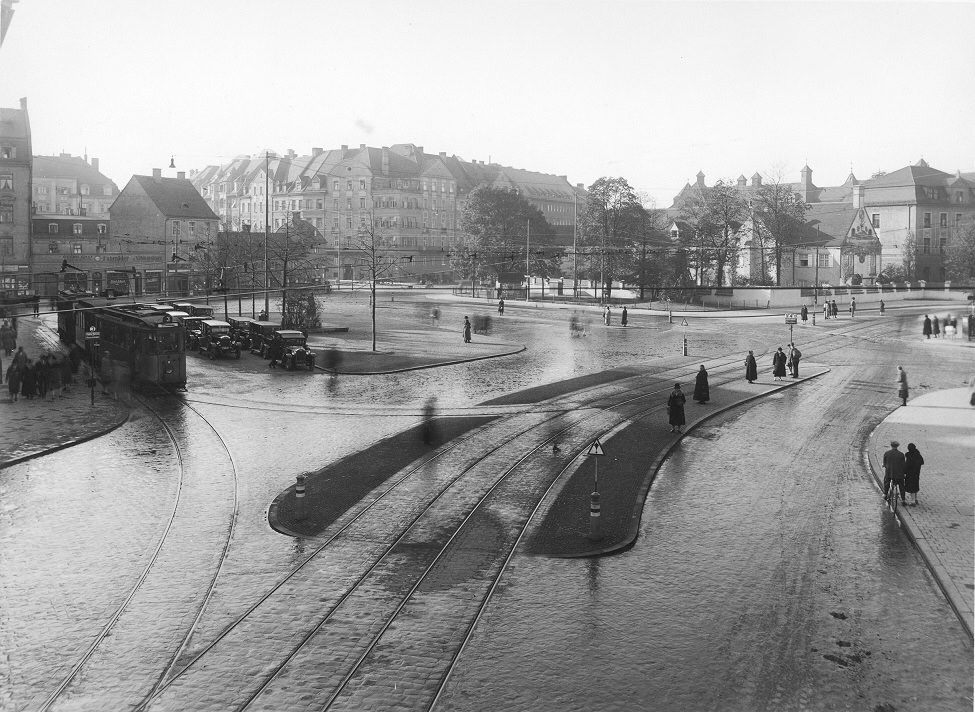
Tram-Verkehr am Rotkreuzplatz 1928

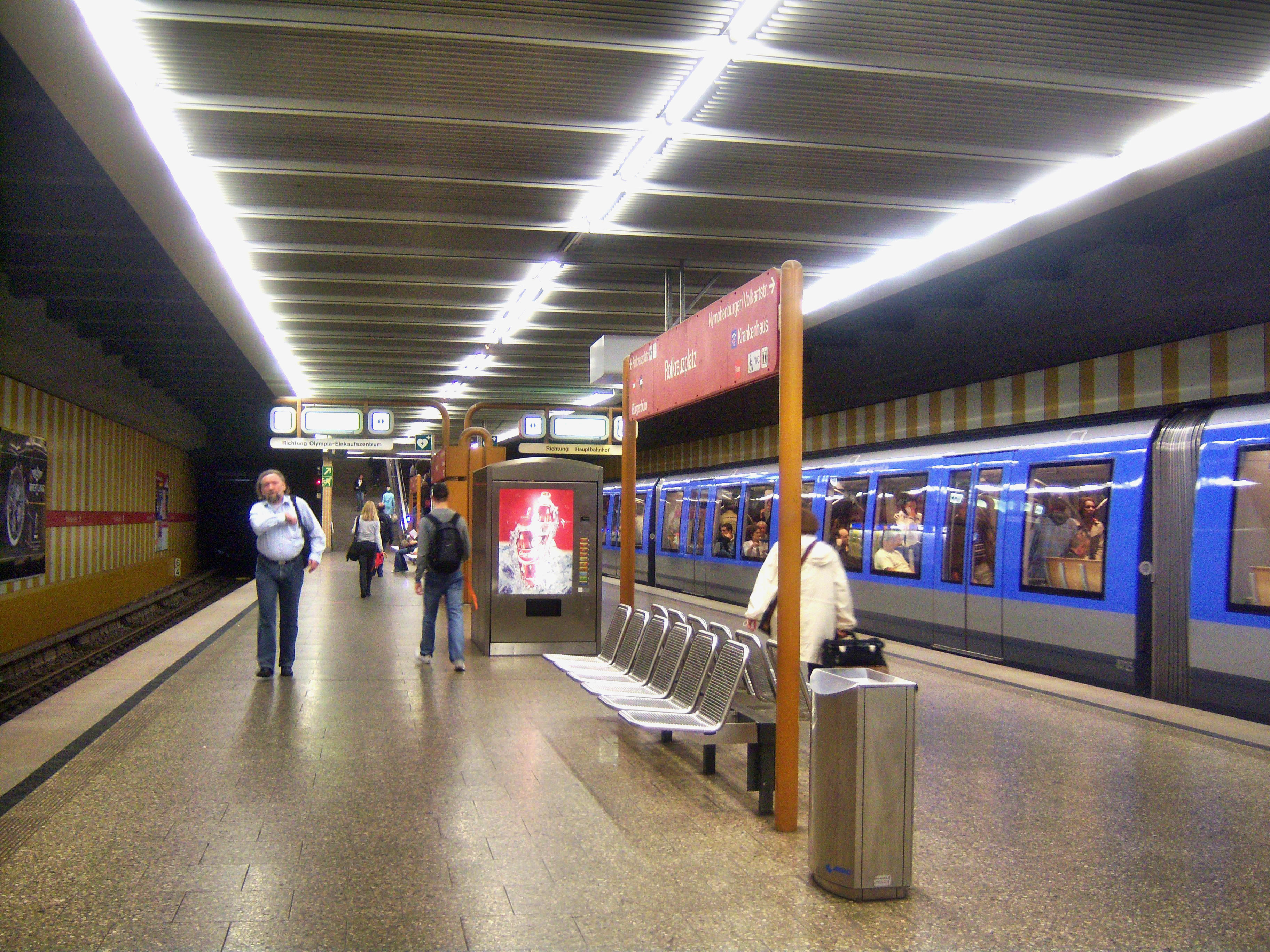
Der U-Bahnhof Rotkreuzplatz der U-Bahn-Linie 1

Schon zu Beginn des 20. Jahrhunderts war der Rotkreuzplatz ein wichtiger Verkehrsknotenpunkt und gut mit mehreren Trambahn-Linien erschlossen.
Heute ist er mit verschiedenen öffentlichen Verkehrsmitteln des MVV erreichbar: Er ist Haltepunkt der U-Bahn-Linien U1 und U7, der Tram-Linie 12 sowie der Metrobusse 53, 62 und 63. Nachts fährt die Nachtlinie N43/N44 (Bus).

## Sonstiges
Jeweils donnerstags findet auf dem Platz ein Wochen- bzw. Bauernmarkt statt. Einmal im Jahr findet (im Sommer) das Fest der Solidarität statt. Seit 2009 startet am Rotkreuzplatz alle zwei Jahre das Wasservogelfest.